# 楽屋真打
楽屋真打（がくやしんうち）は、芸人の仲間内で、楽屋などで話す内容は面白く、評価が高いにもかかわらず、一般の観客にはなかなかうけず、評価が低い芸人を指す表現。

## 楽屋真打と称された芸人の例
- 有吉弘行 - 猿岩石解散後、再ブレイクするまでの間の時期に、高田文夫から「楽屋真打」と称された[1]。高田に、楽屋での毒舌、イジりが「楽屋で一番面白い。楽屋真打だ」と褒められたことで、不遇だった有吉は自信を持ったとされる[2]。
- 古坂大魔王 - 「ピコ太郎」がブレイクし、その正体が古坂であることが紹介される記事において、爆笑問題の田中裕二が古坂を「"楽屋真打" の代表選手みたいな人」と評したことがしばしば言及された[3][4]。
- 春風亭勢朝 - 落語家のゴシップをネタにした「楽屋噺」を得意とすることから、「おしゃべりの勢朝」、「楽屋真打」[5]、また打ち上げの方が面白いとして「打ち上げ上手」などと称されている[6]。